# Callitriche cophocarpa
Callitriche cophocarpa é uma espécie de planta com flor do género Callitriche, nativa da Europa, Rússia e norte de África.